# Francis Zégut
Francis Zégut, né le 26 mai 1953, est un animateur de radio, animateur de télévision et producteur de radio français.
Au début des années 1980, il contribue à faire découvrir le hard rock en France avec son émission Wango Tango, et devient l'animateur emblématique des soirées de la station RTL dans les années 1980-1990. À partir de 2001, il poursuit sa carrière sur RTL2.

## Biographie

### Carrière radiophonique
Francis Zégut entre à RTL en 1976 comme standardiste en remplacement d'un ami, pour l’émission de Max Meynier, Les routiers sont sympas puis pour Station de Nuit. Il est ensuite l'assistant de Jean-Bernard Hebey dans Poste Restante.
Au début des années 1980, on lui demande de faire une maquette d’émission sur le hard rock et, à partir du 8 août 1980 et pendant 10 ans, il anime Wango Tango, la première émission consacrée en France à ce genre musical. Il imprime alors sa marque à l'émission avec une diction dynamique, des gimmicks (Tonton Zegut, la verveine de terrassier...) et des jingles à l'américaine ("on double-you" (W en anglais) "R.T.L.").
Dans les années 1990, il prend en charge la tranche 20 h/24 h et, avec des émissions consacrées à la musique et aux nouvelles technologies comme Zikmag, Plug In (avec Arnaud Chaudron) ou Zikweb. Il devient l'animateur emblématique des soirées de RTL.
Au début des années 2000, la direction de RTL souhaite rajeunir les animateurs de la station ; Francis Zégut fait partie, comme Philippe Bouvard, de la charrette de départs de la radio : « J’étais comme le roseau. J’ai plié, mais je n’ai pas cassé. Quand on m’a demandé de rejoindre RTL2 pour l’incarner, je n’ai pas pris ça pour une punition, même si je ne connaissais rien à la FM ».
En 2001, il poursuit sa carrière sur RTL2, où il anime l'émission Pop-Rock Station (diffusée de 22 h à minuit du lundi au jeudi). Il fête ses 40 années de radio le 17 novembre 2016.
Le 2 juin 2017, en raison d'un problème médical, au lieu de l'animer ou de la programmer pendant les vacances d'été, comme à son habitude, il annonce à l'antenne la fin prématurée de la saison de Pop-Rock Station. Selon ses dires, il doit en effet être opéré « pour changer une pièce, un filtre »,. Le 14 août 2017, il fait comme prévu son retour à l'antenne pour animer la nouvelle saison.
Depuis la rentrée de septembre 2019, son émission Pop-Rock Station est diffusée uniquement le dimanche soir de 22 h à minuit. Cet horaire reste d’actualité pour Francis Zégut mais dès septembre 2022, l’émission Pop-Rock Station reprend du service la semaine également du lundi au jeudi dès 22h, cette fois présentée par Marjorie Hache.

### Carrière à la télévision
En 1988, Francis Zégut devient chroniqueur musical pour Canal+ avant de travailler de 1989 à 1998 sur MCM.
À partir de 2005, il travaille sur la chaîne musicale M6 Music Rock où il présente l'émission Focus Rock.
Depuis 2018, il présente sur Arte les retransmissions des concerts du Hellfest.

### Engagements
Grand fan d'AC/DC, Francis Zégut convainc le groupe d'inclure la version audio du film Let There Be Rock enregistré à Paris en 1979 dans leur coffret Bonfire, sur lequel il est crédité pour son aide. Il préface aussi le livre AC/DC - Tours de France 1976-2014 de Philippe Lageat (Rock Hard) et Baptiste Brelet.
En 2014, il participe à faire découvrir le groupe Last Train au grand public, grâce à son émission Pop-Rock Station, où il diffuse le groupe presque tous les soirs. Il insiste auprès de la direction d'RTL2 pour faire une émission spéciale le 10 novembre 2015, sur le plateau du Grand Studio RTL, où le groupe produit un live et est interviewé de 22 h à minuit.

### Paris-Dakar
Lors du premier Paris-Dakar en 1979, Francis Zégut accompagne Max Meynier et Christian Boudas comme technicien à bord d'un Toyota Land Cruiser.[réf. souhaitée]

## Émissions

### Radio
- 1980-? : Wango Tango - RTL (hebdomadaire)
- ?-1990 : Wango Tango - RTL (quotidienne)
- 1991 : Colors - RTL
- 1993 : H Puissance 3 - RTL (hebdomadaire)
- ? : Rock It - RTL
- ? : Z comme Zegut (générique : Always With Me, Always With You de Joe Satriani) - RTL
- 1996--? : Plug In - RTL (quotidienne, avec Arnaud Chaudron[10])
- 1997-1999 : Zikmag - RTL
- 1999-2001 : Zikweb - RTL (quotidienne)
- 2001-2008 : Pop-Rock Station - RTL2 (quotidienne)
- 2008-2010 : Pop-Rock Station - RTL2 (hebdomadaire)
- 2010-2019 : Pop-Rock Station - RTL2 (quotidienne)
- 2019-2025 : Pop-Rock Station - RTL2 (hebdomadaire)
- depuis 2025 : Wango Tango -  RTL2 (hebdomadaire)

### Télévision
Animateur emblématique dans la chaîne MCM durant le milieu des années 90 pour présenter un programme musical dédié spécialement au Hard Rock et Heavy Metal pour promouvoir les groupes de l'époque tels que : Slayer, Pantera, Motorhead, Metallica, Megadeth et Sepultura ou encore Van Halen, Guns 'n Roses et Joe Satriani ...

## Compilations
- 1984 : Wango Tango Vol.1
- 2012 : Pop Rock Station by Zegut
- 2013 : Pop Rock Station by Zegut (Vol. 2)
- 2014 : Pop Rock Station by Zegut (Vol. 3)
- 2015 : Wango Tango
- 2016 (avril) : Hit Z Road by Zegut
- 2016 (novembre) : Hit Z Road by Zegut (Vol. 2)
- 2017 : Hit Z Road by Zegut (Vol. 3)
- 2019 : Z66

## Publication
- Pascal Szymezak (préf. Francis Zégut), Harley-Davidson, American Freedom Machine, GM Éditions, 2015.
- Francis Zégut (ill. Lucas Bernard, Jean-Marc Borot, Bruno Tesse, Ludovic Bouillé), La Playlist by Zegut, Autour de la Poire, octobre 2023, 72 p., 20 × 28 cm (ISBN 978-2-9564889-3-4).